# Top 100 van de Protestsongs
Top 100 van de Protestsongs werd voor het eerst uitgezonden op 4 mei 2007 op Radio 2.

## Samenstelling
Net als bij andere thema-uitzendingen met hitlijsten van Radio 2 konden de luisteraars stemmen welke plaat zij in deze top 100 wilden horen. Daarbij was geen criterium aangelegd voor waar het protest tegen was. Daarvoor hadden de makers van het radioprogramma "De Avonden" een top 15 van Protestsongs gemaakt. Gasten van het programma kozen uit deze lijst hun favoriete liedjes, waar elk uur een van werd gedraaid.
Op 19 augustus 2010 zond omroep LLiNK een andere versie uit, die danig verschilde van die uit 2007. De uitzending kwam uit Paradiso en werd gepresenteerd door Leon Verdonschot en Rudy Mackay. Nederlandse artiesten als Waylon, Do, Laura Jansen en Marike Jager zongen nieuwe bewerkingen van liedjes uit de lijst. Het programma stond in het teken van het afscheid van LLiNK als publieke omroep (per 1 september 2010). Gezien de nieuwe samenstelling van de lijst, lijkt een andere wijze van stemmen aangehouden te zijn, dan voor de lijst van 2007. Veel nieuwe liederen, vele andere verdwenen.

## De lijst
| Artiest                           | Lied                                                      | Jaar | Plaats 2007 | Plaats 2010 |
| --------------------------------- | --------------------------------------------------------- | ---- | ----------- | ----------- |
| Boudewijn de Groot                | Welterusten, meneer de president                          | 1966 | 1           | 1           |
| Klein Orkest                      | Over de muur                                              | 1984 | 2           | 6           |
| John Lennon                       | Imagine                                                   | 1971 | 3           | 2           |
| Billy Joel                        | Goodnight Saigon                                          | 1983 | 4           | 53          |
| U2                                | Sunday Bloody Sunday                                      | 1985 | 5           | 11          |
| Bob Dylan                         | Blowin' in the Wind                                       | 1962 | 6           | 10          |
| Pink Floyd                        | Another Brick in the Wall (part two)                      | 1979 | 7           | 8           |
| Donovan                           | Universal Soldier                                         | 1965 | 8           | 19          |
| Barry McGuire                     | Eve of Destruction                                        | 1965 | 9           | 31          |
| Dire Straits                      | Brothers in Arms                                          | 1985 | 10          | 45          |
| Bob Dylan                         | The Times They Are a-Changin'                             | 1967 | 11          | 13          |
| Armand                            | Ben ik te min                                             | 1966 | 12          | 30          |
| Creedence Clearwater Revival      | Who'll Stop the Rain                                      | 1970 | 13          | 83          |
| Frank Boeijen Groep               | Zwart wit                                                 | 1984 | 14          | 9           |
| John Lennon                       | Give Peace a Chance                                       | 1969 | 15          | 34          |
| Jefferson Airplane                | White Rabbit                                              | 1966 | 16          | -           |
| Peter Gabriel                     | Biko                                                      | 1980 | 17          | 15          |
| Eagles                            | The Last Resort                                           | 1976 | 18          | -           |
| Redbone                           | We Were All Wounded at Wounded Knee                       | 1973 | 19          | -           |
| The Doors                         | The Unknown Soldier                                       | 1968 | 20          | 56          |
| Elvis Presley                     | In the Ghetto                                             | 1969 | 21          | 98          |
| George Harrison                   | Bangla Desh                                               | 1971 | 22          | -           |
| Melanie                           | Beautiful People                                          | 1969 | 23          | 5           |
| Doe Maar                          | De bom                                                    | 1982 | 24          | 72          |
| R.E.M.                            | Losing My Religion                                        | 1991 | 25          | -           |
| John Lennon                       | Working Class Hero                                        | 1970 | 26          | 42          |
| Bruce Springsteen                 | Streets of Philadelphia                                   | 1993 | 27          | 48          |
| Johnny Cash                       | San Quentin                                               | 1969 | 28          | 75          |
| Aretha Franklin                   | Respect                                                   | 1982 | 29          | 66          |
| Labi Siffre                       | (Something Inside) So Strong                              | 1987 | 30          | -           |
| Bram Vermeulen                    | Politiek                                                  | 1980 | 31          | 95          |
| The Who                           | My Generation                                             | 1965 | 32          | 59          |
| Karin Bloemen                     | Zuid-Afrika                                               | 1993 | 33          | 71          |
| U2                                | One                                                       | 1991 | 34          | 14          |
| Bruce Springsteen                 | Born in the U.S.A.                                        | 1984 | 35          | 68          |
| Sting                             | Russians                                                  | 1985 | 36          | 67          |
| Rod McKuen                        | Soldiers Who Want to Be Heroes                            | 1971 | 37          | -           |
| The Animals                       | We Gotta Get out of This Place                            | 1965 | 38          | 90          |
| Sting                             | Fragile                                                   | 1987 | 39          | -           |
| The Beatles                       | Revolution 9                                              | 1968 | 40          | 85          |
| The Scene                         | Iedereen is van de wereld                                 | 1991 | 41          | 3           |
| Buffalo Springfield               | For What It's Worth                                       | 1967 | 42          | 82          |
| Midnight Oil                      | Beds Are Burning                                          | 1985 | 43          | 20          |
| Paul Simon                        | Homeless                                                  | 1986 | 44          | 65          |
| Crosby, Stills, Nash & Young      | Ohio                                                      | 1970 | 45          | 79          |
| Pete Seeger                       | We Shall Overcome                                         | 1962 | 46          | -           |
| Phil Collins                      | Another Day in Paradise                                   | 1989 | 47          | 44          |
| Neil Young                        | Rockin' in the Free World                                 | 1989 | 48          | 27          |
| Bots                              | Zeven dagen lang                                          | 1976 | 49          | -           |
| Queen                             | Radio Ga Ga                                               | 1984 | 50          | -           |
| Ferre Grignard                    | Ring, Ring, I've Got to Sing                              | 1966 | 51          | 97          |
| Robert Long                       | Jezus redt                                                | 1974 | 52          | -           |
| Pink Floyd                        | Money                                                     | 1973 | 53          | 51          |
| Het                               | Ik heb geen zin om op te staan                            | 1965 | 54          | -           |
| John Fogerty                      | Déja Vu (all over again)                                  | 2004 | 55          | 84          |
| Bob Marley & The Wailers          | Get Up, Stand Up                                          | 1973 | 56          | 16          |
| Neil Young                        | After the Goldrush                                        | 1970 | 57          | -           |
| Fischer-Z                         | The Worker                                                | 1979 | 58          | -           |
| Marvin Gaye                       | What's Going on                                           | 1971 | 59          | 22          |
| Jules de Corte                    | Ik zou wel eens willen weten                              | 1955 | 60          | 54          |
| USA for Africa                    | We are the World                                          | 1985 | 61          | 62          |
| De Dijk                           | Dansen op de vulkaan                                      | 1987 | 62          | 21          |
| Tim Hardin                        | Simple Song of Freedom                                    | 1969 | 63          | -           |
| Orchestral Manoeuvres in the Dark | Enola Gay                                                 | 1980 | 64          | 92          |
| The Cranberries                   | Zombie                                                    | 1994 | 65          | 37          |
| Leonard Cohen                     | The Partisan                                              | 1969 | 66          | 35          |
| Country Joe and The Fish          | I-Feel-Like-I'm-Fixin'-to-Die Rag                         | 1969 | 67          | -           |
| Rob de Nijs                       | Alles wat ademt                                           | 1985 | 68          | 49          |
| Eddy Grant                        | Gimme Hope Jo'anna                                        | 1988 | 69          | 77          |
| U2                                | Pride (In the Name of Love)                               | 1984 | 70          | -           |
| Jim Croce                         | Time in a Bottle                                          | 1972 | 71          | -           |
| Bob Marley & The Wailers          | Redemption Song                                           | 1980 | 72          | 17          |
| Bob Dylan                         | Masters of War                                            | 1963 | 73          | 12          |
| The Rolling Stones                | Street Fighting Man                                       | 1968 | 74          | 70          |
| Creedence Clearwater Revival      | Fortunate Son                                             | 1969 | 75          | 89          |
| Michael Jackson                   | Earth Song                                                | 1995 | 76          | 4           |
| Woody Guthrie                     | This Land Is Your Land                                    | 1944 | 77          | -           |
| Kate Bush                         | Army Dreamers                                             | 1980 | 78          | -           |
| Jacques Brel                      | Les Flamandes                                             | 1959 | 79          | 73          |
| Tracy Chapman                     | Fast Car                                                  | 1988 | 80          | -           |
| Bronski Beat                      | Smalltown Boy                                             | 1984 | 81          | 60          |
| Manic Street Preachers            | If You Tolerate This Your Children Will Be Next           | 1998 | 82          | 24          |
| Marco Borsato & Ali B             | Wat zou je doen                                           | 2004 | 83          | 69          |
| The Special AKA                   | Free Nelson Mandela                                       | 1984 | 84          | 57          |
| Billie Holiday                    | Strange Fruit                                             | 1939 | 85          | 29          |
| Joni Mitchell                     | Big yellow taxi                                           | 1970 | 86          | 41          |
| José Feliciano                    | No Dogs Allowed                                           | 1970 | 87          | -           |
| Graham Nash                       | Chicago                                                   | 1971 | 88          | -           |
| Seal                              | Kiss from a Rose                                          | 1995 | 89          | -           |
| The Clash                         | London Calling                                            | 1979 | 90          | 33          |
| Edwin Starr                       | War                                                       | 1970 | 91          | 61          |
| Maarten van Roozendaal            | Red mij niet                                              | 2001 | 92          | 32          |
| Elvis Costello                    | Oliver's Army                                             | 1979 | 93          | 87          |
| James Taylor                      | Fire and Rain                                             | 1970 | 94          | -           |
| Simple Minds                      | Mandela Day                                               | 1989 | 95          | 86          |
| Trini Lopez                       | If I had a hammer                                         | 1963 | 96          | 100         |
| Tears for Fears                   | Sowing the Seeds of Love                                  | 1989 | 97          | 99          |
| Cuby & The Blizzards              | Don’t Wanna Be Black in Mississippi                       | 1998 | 98          | 93          |
| Artists United Against Apartheid  | Sun City                                                  | 1985 | 99          | -           |
| Melanie Safka                     | Peace Will Come                                           | 1970 | 100         | -           |
| Rage Against the Machine          | Killing in the Name                                       | 1992 | -           | 7           |
| Pink                              | Dear Mr. President                                        | 2006 | -           | 18          |
| Lily Allen                        | Fuck You                                                  | 2009 | -           | 23          |
| Nena                              | 99 Luftballons                                            | 1983 | -           | 25          |
| Lenny Kravitz                     | Let Love Rule                                             | 1989 | -           | 26          |
| The Smiths                        | Meat is murder                                            | 1985 | -           | 28          |
| Green Day                         | American Idiot                                            | 2004 | -           | 36          |
| Pearl Jam                         | Jeremy                                                    | 1992 | -           | 38          |
| Muse                              | Uprising                                                  | 2009 | -           | 40          |
| John Mayer                        | Waiting on the World to Change                            | 2006 | -           | 43          |
| Tracy Chapman                     | Talkin' 'bout a Revolution                                | 1988 | -           | 46          |
| The Black Eyed Peas               | Where is the love?                                        | 2003 | -           | 47          |
| Kaiser Chiefs                     | I Predict a Riot                                          | 2005 | -           | 50          |
| Kanye West                        | Diamonds from Sierra Leone                                | 2005 | -           | 52          |
| En Vogue                          | Free Your Mind                                            | 1992 | -           | 55          |
| Christina Aguilera                | Beautiful                                                 | 2002 | -           | 58          |
| R.E.M.                            | It's the End of the World as We Know It (And I Feel Fine) | 1987 | -           | 63          |
| Seal                              | Crazy                                                     | 1991 | -           | 64          |
| Guns N' Roses                     | Civil War                                                 | 1993 | -           | 74          |
| Jamiroquai                        | Emergency on Planet Earth                                 | 1993 | -           | 76          |
| Public Enemy                      | Fight the Power                                           | 1989 | -           | 78          |
| Coldplay                          | Violet Hill                                               | 2008 | -           | 80          |
| Fela Kuti                         | Zombie                                                    | 1977 | -           | 81          |
| Depeche Mode                      | Everything Counts                                         | 1983 | -           | 88          |
| Kinderen voor Kinderen            | Een tweedehands jas                                       | 1981 | -           | 91          |
| Arctic Monkeys                    | When the Sun Goes Down                                    | 2006 | -           | 94          |
| Madonna                           | Material Girl                                             | 1985 | -           | 96          |